# 10006 Sessai
10006 Sessai (1976 UR15) là một tiểu hành tinh vành đai chính được phát hiện ngày 22 tháng 10 năm 1976 bởi H. Kosai và K. Hurukawa ở Trạm Kiso thuộc Đài thiên văn Tokyo. Nó được đặt theo tên Nishiyama Sessai, an 18th-century Confucian scholar during Japan's Edo period.